# سامانثا موراي (تنس)
سامانثا موراي (بالإنجليزية: Samantha Murray)‏ مواليد 9 أكتوبر 1987 في ستوكبورت، المملكة المتحدة، هي لاعبة كرة مضرب بريطانية. أعلى تصنيف لها في الفردي كان 165. أعلى تصنيف لها في الزوجي كان 148.

## النهائيات

### الفردي (1–4)
| الحصيلة | الرقم | التاريخ        | الدورة                    | الأرضية | المنافس             | النتيجة       |
| ------- | ----- | -------------- | ------------------------- | ------- | ------------------- | ------------- |
| الوصافة | 1.    | 1 نوفمبر 2010  | سندرلاند، المملكة المتحدة | صلبة    | آنا فيتزباتريك      | 2–6, 6–3, 5–7 |
| الوصافة | 2.    | 16 مايو 2011   | ريثيمنو، اليونان          | صلبة    | ألكسندرا أرتامونوفا | 2–6, 4–6      |
| الفوز   | 1.    | 17 أكتوبر 2012 | غلاسكو، المملكة المتحدة   | صلبة    | أليسون فان يوتفانخ  | 6–3, 2–6, 6–3 |
| الوصافة | 3.    | 15 يوليو 2013  | غرانبي, كندا              | صلبة    | ريسا أوزاكي         | 6–0, 5–7, 2–6 |
| الوصافة | 4.    | 22 يوليو 2013  | وينيبيغ, كندا             | صلبة    | جوانا كونتا         | 3–6, 1–6      |

## روابط خارجية
- سامانثا موراي على موقع رابطة محترفات التنس (الإنجليزية)
- سامانثا موراي على موقع الاتحاد الدولي لكرة المضرب (الإنجليزية)
- سامانثا موراي على موقع بطولة ويمبلدون (الإنجليزية)
- سامانثا موراي على موقع خلاصة التنس.كوم (الإنجليزية)